# Game Boy
Der Game Boy (jap. ゲームボーイ, Hepburn: Gēmu Bōi) ist eine Handheld-Konsole, die von Gunpei Yokoi entwickelt und von Nintendo ab dem 21. April 1989 in Japan zu einem Preis von 12500 Yen angeboten wurde. In Europa war die Konsole etwa ein Jahr später erhältlich. In Deutschland kostete sie zu diesem Zeitpunkt 169 DM. Der Game Boy ist mit fast 120 Millionen verkauften Exemplaren eine der meistverkauften Spielkonsolen und war lange Zeit die meistverkaufte Handheld-Konsole der Welt. Dieser Verkaufsrekord wurde erst vom Nintendo DS mit seinen rund 150 Millionen abgesetzten Geräten gebrochen.
Zunächst war dem Game Boy das Spiel Tetris beigelegt, das vermutlich durch den Erfolg des Game Boy dann zu einem der meistverkauften Computerspiele der Geschichte wurde.

## Geschichte
1980 wurden die Grundlagen des Game Boys in der ebenfalls von Nintendo vermarkteten „Game-&-Watch“-Reihe geschaffen. 1989 erschien der erste Game Boy auf dem Markt, im Laufe der darauf folgenden Jahre wurden hunderte verschiedene Spiele hergestellt. Beliebte Spiele waren Tetris, die Donkey-Kong-, Zelda-, Pokémon-, Metroid- und Super-Mario-Spiele. 1994 brachte Nintendo den sogenannten Super Game Boy auf den Markt, einen Adapter, der es ermöglicht, Game-Boy-Spiele auch auf der bedeutend leistungsfähigeren Super-Nintendo-Konsole an TV-Geräten in Farbe zu spielen. 1995 sorgte die Kampagne „Play It Loud!“ für den Game Boy für Verwirrung, aber laut Nintendo war „Play It Loud!“ lediglich ein Werbeslogan und hatte nichts mit einer angeblich höheren Lautstärke zu tun. 1996 erschien der Game Boy Pocket, eine nur halb so tiefe und etwas kleinere Version des Game Boy mit einem etwas größeren Schwarz-Weiß-Display (der Ur-Game-Boy verfügte über ein grünliches Display). In Japan erschien 1997 der Game Boy Light, eine modifizierte Variante des Game Boy Pocket mit integrierter Hintergrundbeleuchtung.
1998 wurde der Game Boy durch den Game Boy Color abgelöst, der knapp neun Jahre nach Erscheinen des Atari Lynx erstmals auch bei einem Handheld von Nintendo der Darstellung von Spielen in Farbe ermöglichte. 2001 erschien der Game Boy Advance mit erstmals wieder runderneuerter Hardware und einem weiter verbesserten Farbbildschirm. 2003 wurde die zusammenklappbare Variante des Game Boy Advance, der Game Boy Advance SP mit zusätzlicher Frontbeleuchtung und integriertem Lithium-Ionen-Akku eingeführt. 2004 erschien zunächst nur in Japan und den USA – 2005 auch in Europa – der Nintendo DS. Obwohl das Gerät abwärtskompatibel zu Game-Boy-Advance-Modulen ist, stellt er keinen direkten Game-Boy-Nachfolger mehr dar, sondern sollte gemäß Nintendo parallel zur Game-Boy-Linie existieren. 2005 kam mit dem Game Boy Micro eine sehr kleine Version des Game Boy Advance auf den Markt. Noch im selben Jahr erschien in Nordamerika der Game Boy Advance SP mit einer verbesserten Hintergrundbeleuchtung, welche der Beleuchtung des Game Boy Micro entspricht. 2006 erschien der Nintendo DS Lite, eine etwas kleinere Version des Nintendo DS mit verbessertem Display.

## Modelle

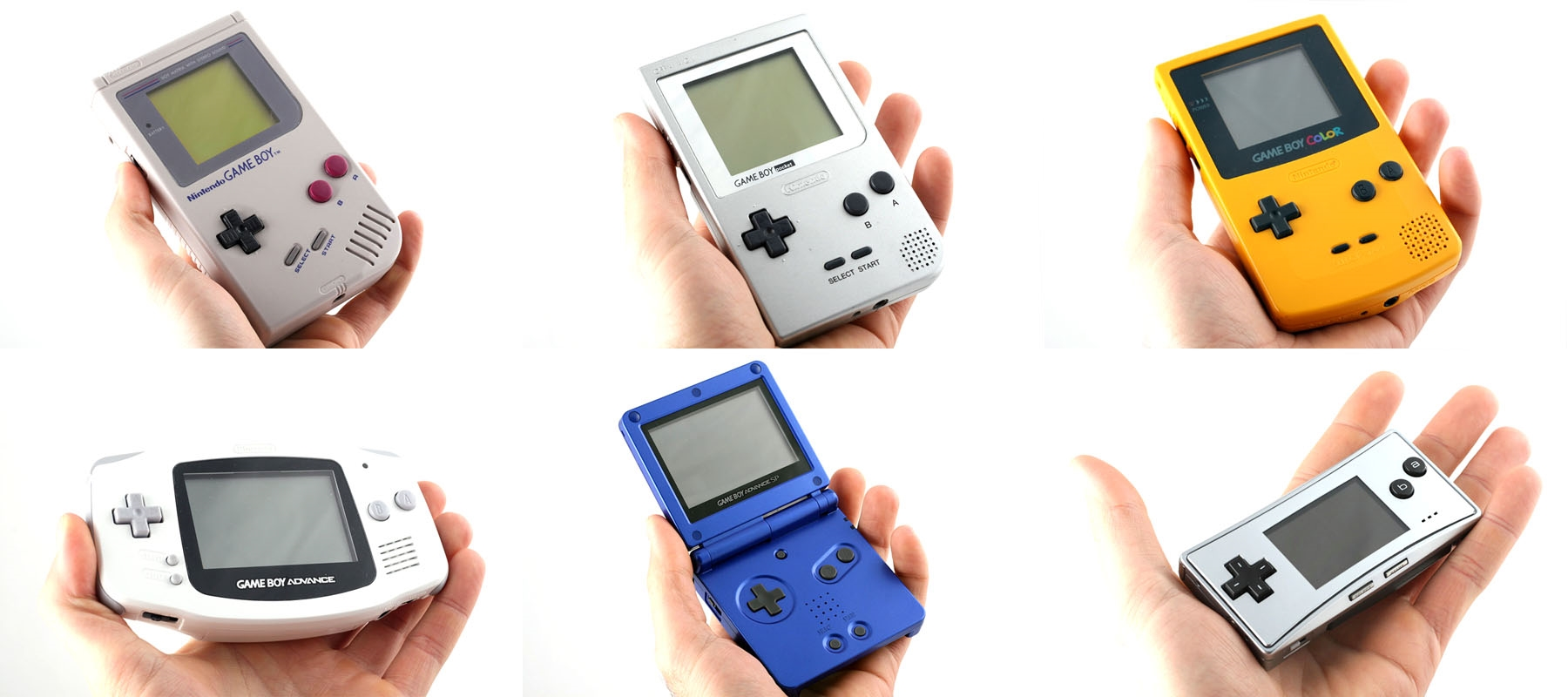

| Game Boy                                                   | Game Boy Pocket     | Game Boy Color |
| Game Boy Advance                                           | Game Boy Advance SP | Game Boy Micro |
| (ohne Abbildung: Game Boy Special Edition, Game Boy Light) |                     |                |

### Game Boy

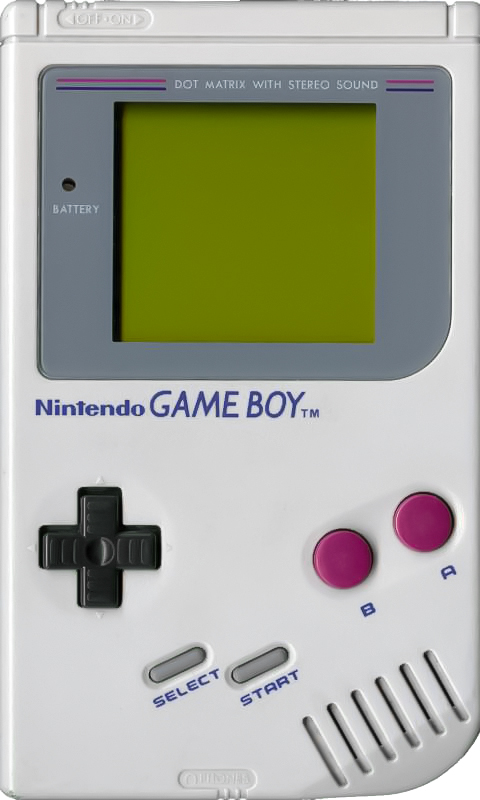
Game Boy von 1989

Der Urahn der Reihe namens Game Boy (umgangssprachlich auch Game Boy Classic genannt) erschien 1989 und war zu Verkaufsbeginn nur zusammen mit dem Spiel Tetris erhältlich. Vor allem wegen des vergleichsweise schwachen Prozessors und des schon damals veralteten Schwarzweiß-Bildschirms sah er sich anfangs vielen Skeptikern gegenüber. Eine für diese Zeit geringe Größe, geringe Kosten und sparsamer Batterieverbrauch erwiesen sich jedoch als entscheidende Vorteile gegenüber den Konkurrenzkonsolen wie dem Sega Game Gear und dem Atari Lynx. Außerdem  konnte man einen wiederaufladbaren Akku erwerben.

### Super Game Boy

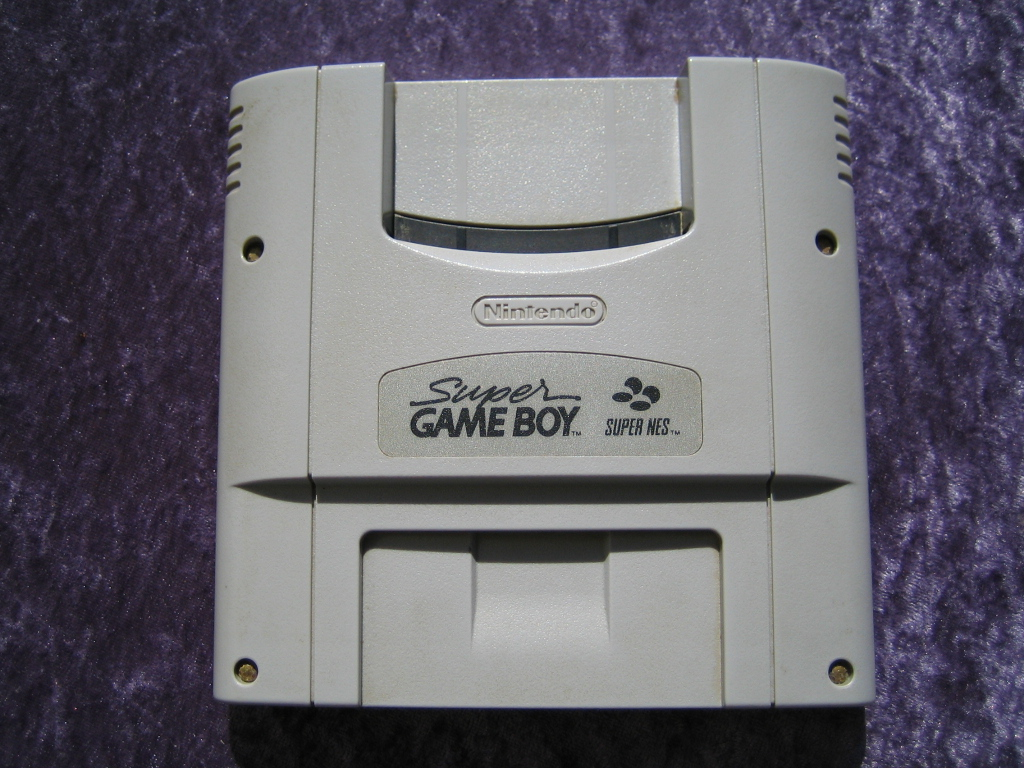
Super Game Boy Modul

Einen Sonderfall stellt der 1994 vorgestellte Super Game Boy dar. Es handelt sich dabei um einen Adapter, mit dem es möglich ist, Game-Boy-Spiele mit Hilfe des Super Nintendo Entertainment System (SNES) auf einem Fernsehgerät zu spielen. Die Game-Boy-Spiele werden allerdings nicht durch die Hardware der SNES-Konsole ausgeführt. Im SNES-Modul ist im Wesentlichen die Hardware eines Game Boys verbaut. Lediglich die Bild- und Tonausgabe werden an die SNES-Konsole durchgereicht. Ausschließlich in Japan erschien ein Nachfolger, der Super Game Boy 2. Dieser bietet neben verbessertem Timing auch eine Schnittstelle für ein Linkkabel zur Unterstützung von Mehrspieler-Spielen.

### Game Boy Special Edition

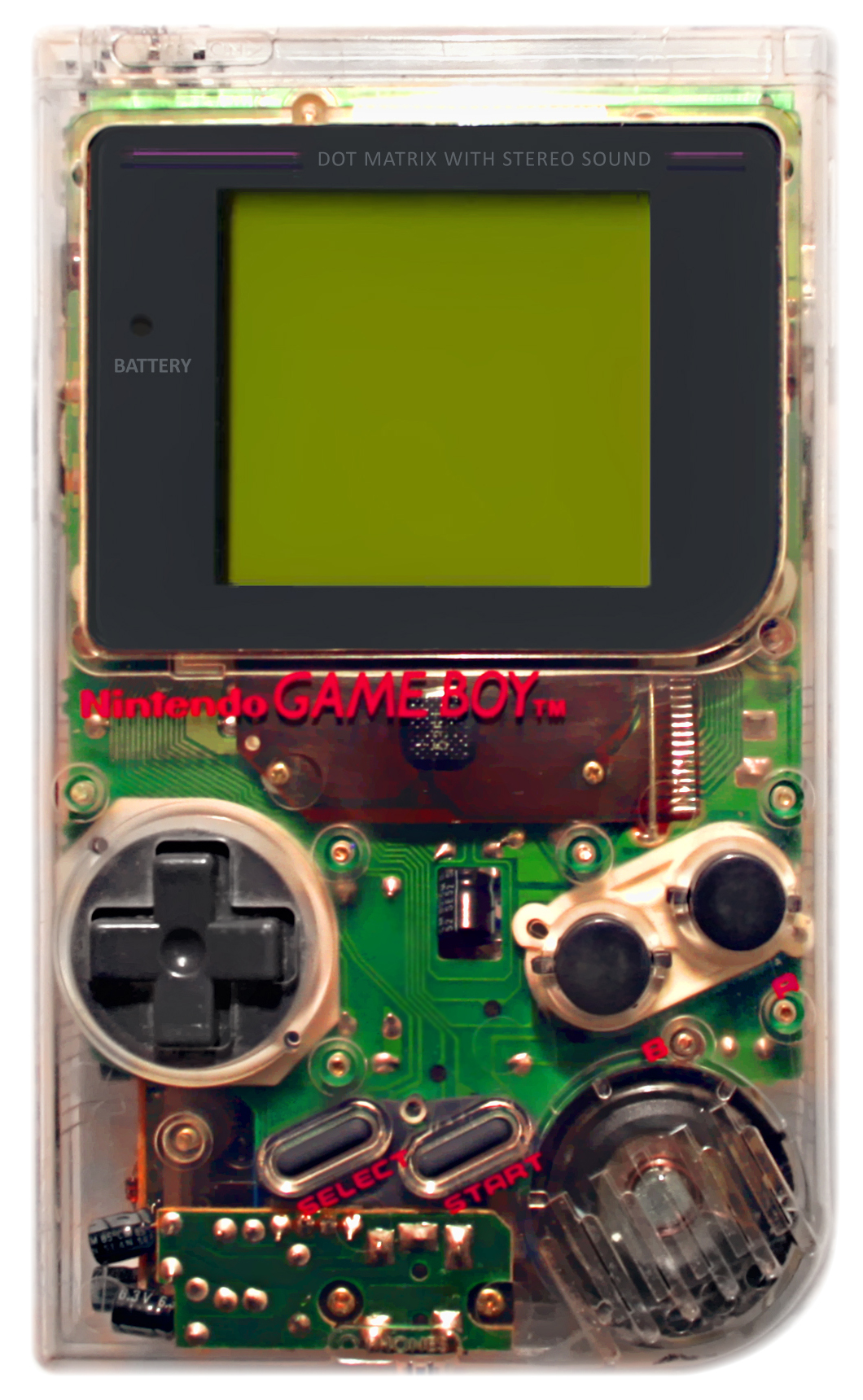
Transparenter Game Boy (Special Edition)

1995 wurde der ursprüngliche Game Boy unter der Bezeichnung Special Edition neu aufgelegt. Er war zwar technisch mit dem Game Boy Classic identisch, aber in zunächst sechs unterschiedlichen Gehäusen (Rot, Gelb, Grün, Schwarz, Weiß, transparent), später auch in Blau, erhältlich und wurde mit einer Transportbox ausgeliefert, in die das Gerät und bis zu sechs Spiele in Hüllen passten.

### Game Boy Pocket

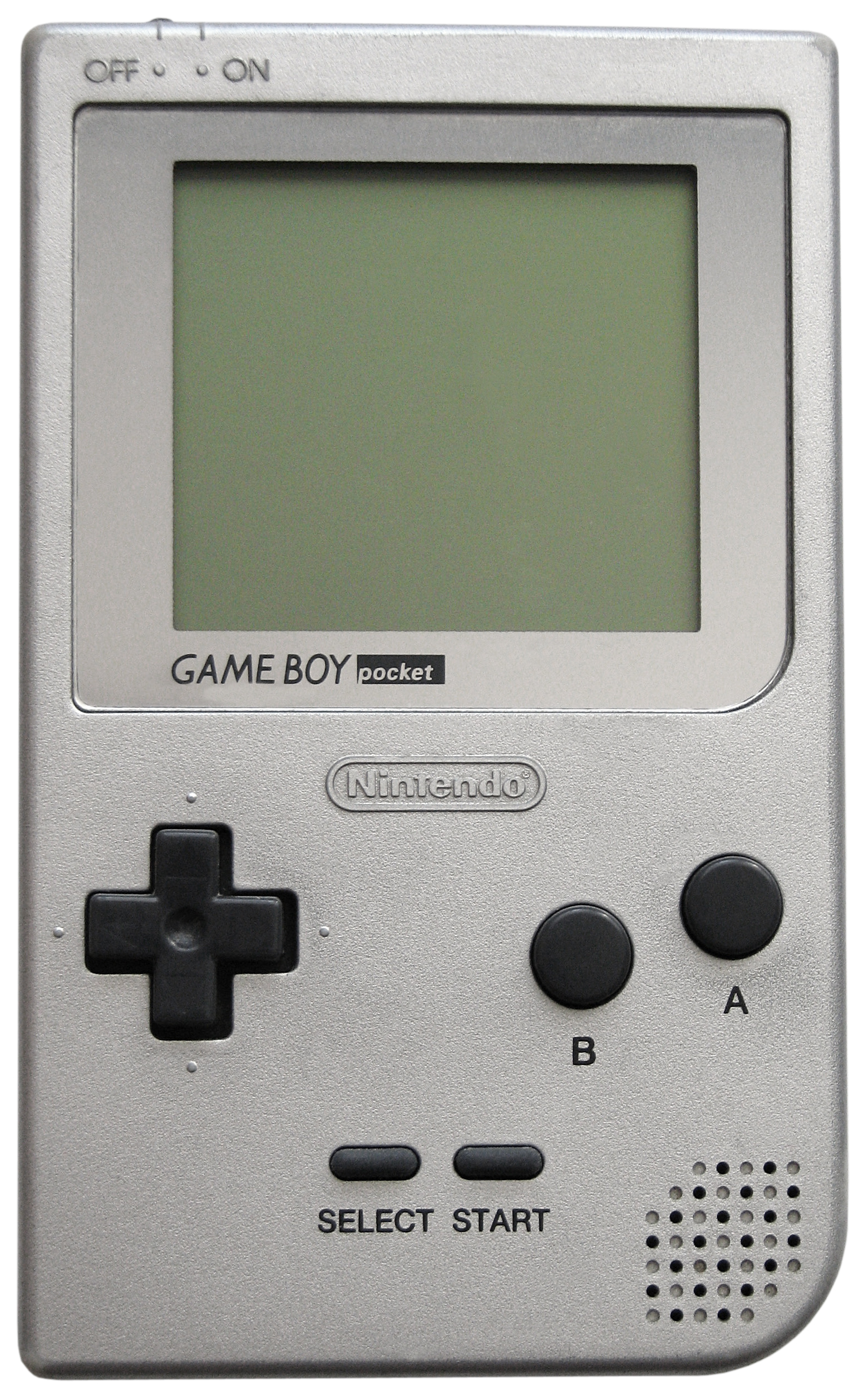
Game Boy Pocket von 1996

Der Game Boy Pocket aus dem Jahr 1996 erfüllt unverändert die Leistungsmerkmale des klassischen Game Boys. Jedoch ist er deutlich kleiner und wird standardmäßig in silbriger Farbe und mit zwei AAA-Batterien angeboten. Das LC-Display ist außerdem kontrastreicher als das Display des bisherigen Game Boys und hat eine silbergraue anstelle der vom Vorgänger bekannten grünen Grundfarbe. Erreicht wurde dies, indem anstelle eines einfachen STN-Displays auf ein FSTN- bzw. TSTN-Display gesetzt wurde. Der Linkkabel-Anschluss wurde verkleinert, um der Größe des neuen Gehäuses Rechnung tragen zu können. Mit einem Linkkabel, dem ein Adapter beilag, war das Spielen zwischen alten Game-Boy-Geräten und dem neueren Game Boy Pocket weiterhin möglich. Die ersten Exemplare des Game Boy Pocket verfügten noch über keine Batteriestandanzeige; diese kam erst später hinzu.
Das Wort „pocket“ (englisch für Tasche) weist auf das kompakte Design hin.

### Game Boy Light

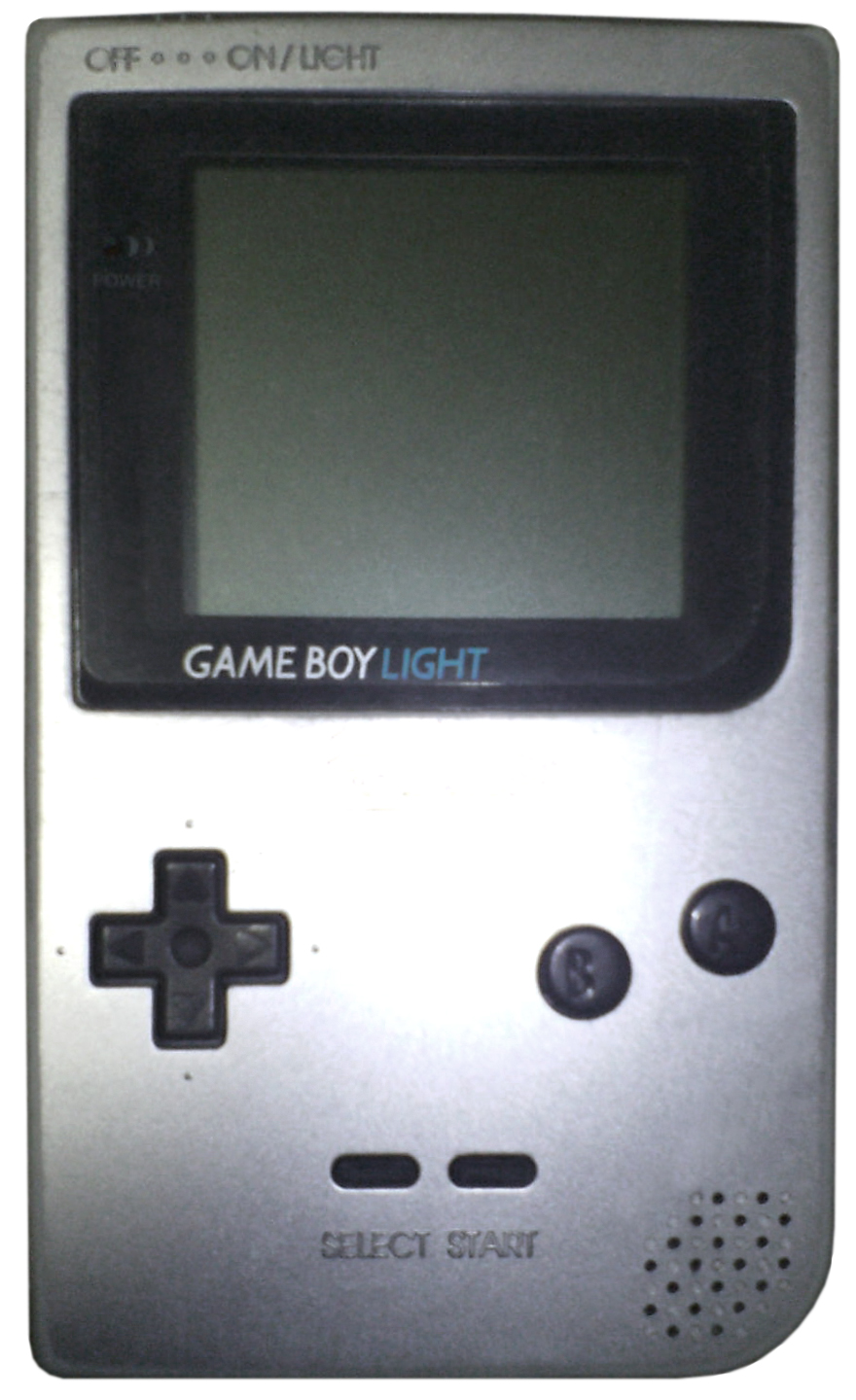
Game Boy Light von 1997

Der Game Boy Light basiert auf dem Game Boy Pocket und wurde 1997 ausschließlich in Japan vertrieben. Er ist etwas größer als der Game Boy Pocket und verfügt über eine zuschaltbare grüne Hintergrundbeleuchtung. Er hat das schärfste Display aller Monochrom-Game-Boy-Geräte. Der Game Boy Light benötigt zum Betrieb zwei AA-Batterien, mit denen er trotz eingeschalteter Hintergrundbeleuchtung eine gleich lange Betriebsdauer wie der Game Boy Pocket erreichen kann. Die Standardversion des Game Boy Light erschien in den Farben Gold und Silber. Später wurde mit der Linie Skeleton noch eine auf 5000 Stück limitierte, transparente Version angeboten. Nach Beginn der sogenannten Pokémon-Euphorie veröffentlichte Nintendo den Game Boy Light auch in einer gelben Pikachu-Sonderedition.

### Game Boy Color

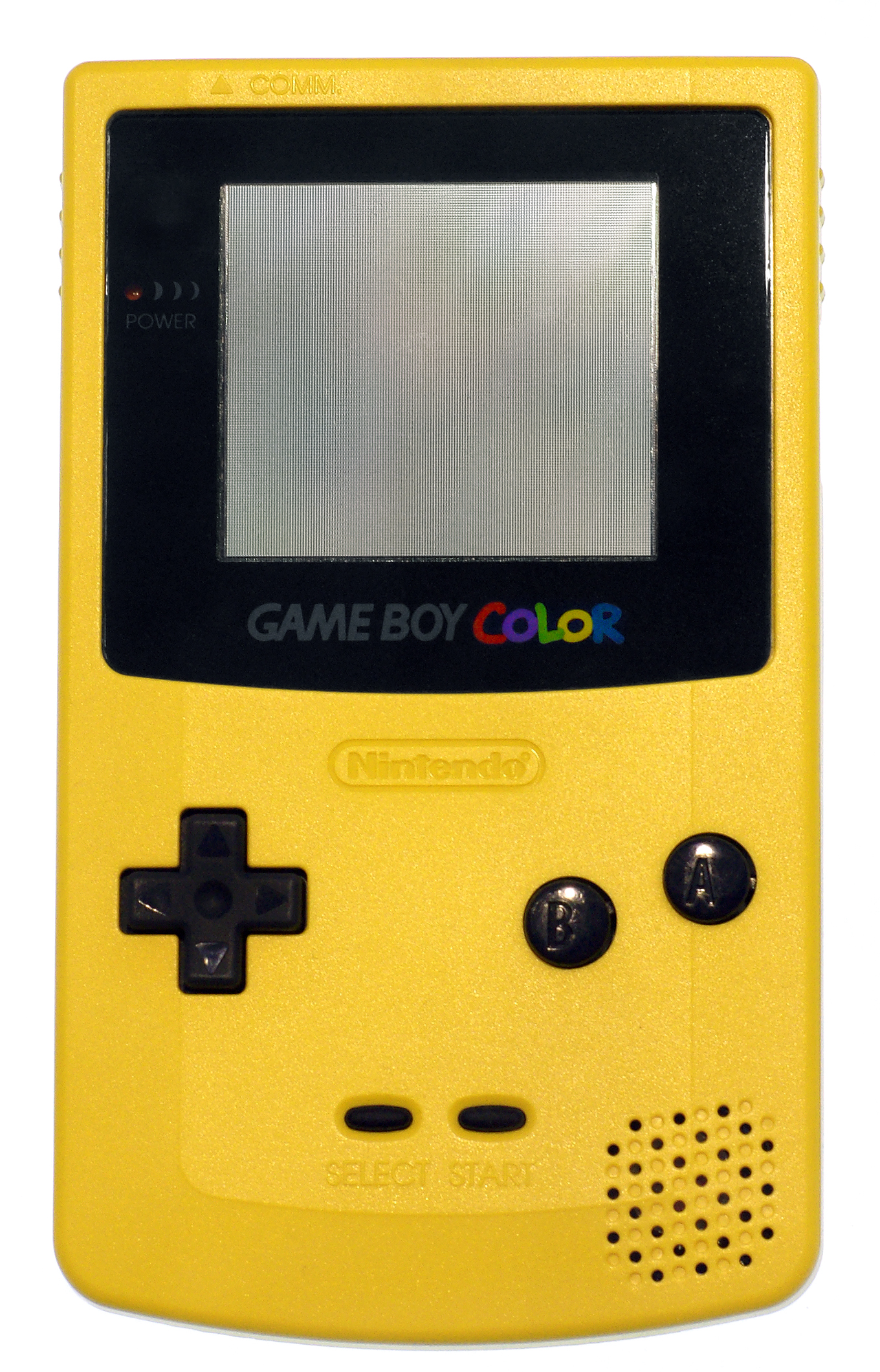
Game Boy Color in Gelb von 1998

Der Game Boy Color erschien 1998 als indirekter Nachfolger des Game Boy sowie des Game Boy Pocket. Er basiert technisch auf der ersten Game-Boy-Linie (Z80-Generation). Der Game Boy Color verfügte als erste tragbare Nintendo-Spielkonsole einen Farbbildschirm und konnte aus einer Palette von 32.768 Farben in Game-Boy-Color-Spielen 56 gleichzeitig darstellen. Die Vorgänger hatten noch eine Anzeige mit vier Grautönen. Wenn ein Spiel, das für den klassischen Game Boy konzipiert wurde, eingelegt wird, werden bei dessen Abspielen maximal 10 Farben verwendet. Diese Anzahl ergibt sich aus vier Farben für Hintergrundgrafiken und je drei Farben (vier Farben minus eine Farbe für transparent) für die beiden Kategorien von Objekten („Sprites“). Für 93 originale Game-Boy-Spiele hat der Game Boy Color eine separate Palette von 10 Farben eingespeichert, unter anderem für Donkey Kong (1994), Kirby’s Dream Land, Pokémon Rot/Blau, Super Mario Land, Tetris und Wario Land: Super Mario Land 3. Zudem kann der Spieler bei allen Spielen (auch den vorgenannten) eine von zwölf Paletten auswählen, indem er beim Start eine Richtungstaste und ggf. A oder B drückt.
Spiele, die für den Game Boy Color entwickelt wurden, können für Hintergründe und Objekte jeweils acht Paletten mit je vier (Hintergrund) bzw. drei (Objekte) Farben frei definieren, in der Summe also 56 Farben. Für jede 8×8-Pixel-Kachelgrafik („Tile“) kann dann eine der acht für deren Verwendung (Hintergrund oder Objekt) anwendbaren Paletten ausgewählt werden. Einige Spiele nutzen ein der Scanline-Grafik ähnliches Farbschaltverfahren zur Erzeugung von bis zu 2.000 gleichzeitig verfügbaren Farben, indem sie die Hintergrundpaletten jede zweite Zeile wechseln, wie z. B. Alone in the Dark zur Darstellung vorab gerenderter 3D-Hintergründe oder Cannon Fodder für Vollbild-Video.
Die Gehäuseform wurde nur geringfügig verändert und liegt in der Dicke zwischen dem Game Boy und dem Game Boy Pocket. Neu war eine Infrarot-Schnittstelle, mit der man einige Spiele auch ohne Linkkabel gegen andere Spieler spielen kann. Mit dem passenden Modul (z. B. Mission: Impossible) ist es möglich, den Game Boy Color dank der Infrarotschnittstelle in eine Fernbedienung für andere elektronische Geräte zu verwandeln. Oft wurde sie jedoch nur zur Übertragung von kleineren Spieldatenmengen, etwa Highscores, verwendet.
Die Soundfähigkeiten der Konsole blieben weitestgehend unverändert; die beiden Pulswellen-Generatoren wurden gegen zwei Rechtecksignalgeneratoren getauscht. Der Audio Input-Kanal am Modul, welcher dem Spiel ermöglichte, im Spielmodul durch eigene Hardware selbst Sound zu generieren und direkt an die Konsole zur Ausgabe weiterzugeben, wurde gestrichen, da beim Vorgängermodell kein Spiel diese Möglichkeit nutzte. Die Klangcharakteristik des Geräts änderte sich nur geringfügig.
Den Game Boy Color gibt es in den Gehäuse-Designs Blau, Rot, Grün, Gelb, Hellgrün, Türkis, Lila, transparentem Lila, transparentem Weiß sowie in einer limitierten gelben Pokémon-Auflage.

### Game Boy Advance

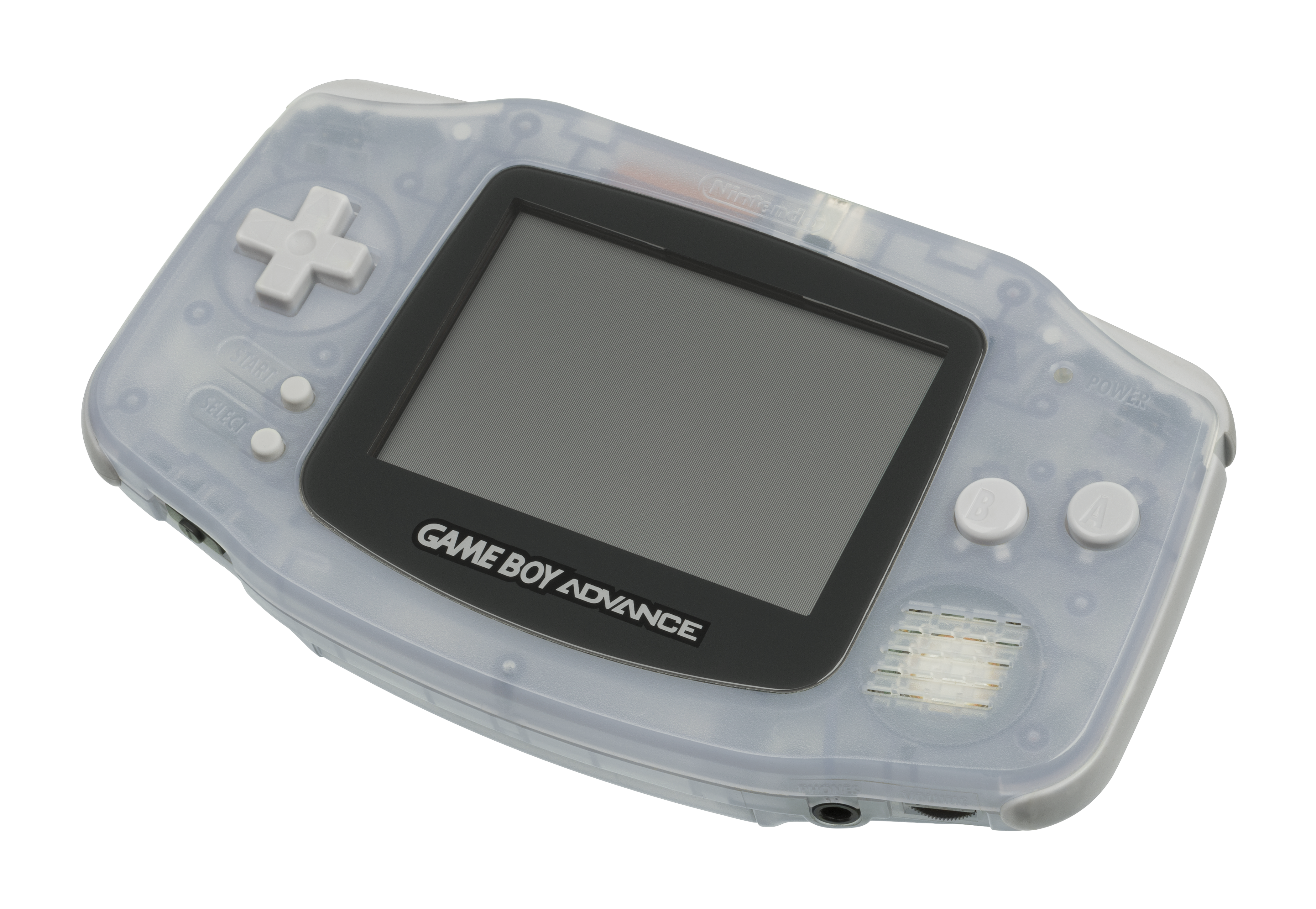
Game Boy Advance (1st Gen von 2001)

Der Game Boy Advance, Arbeitstitel „Project Atlantis“, war das erste Modell der Game-Boy-Linie, das nicht auf der Technik des ursprünglichen Game Boy basierte. Als Nachfolger des Game Boy Color besaß diese Konsole eine Breitbildversion seines Farbdisplays sowie einen 32-Bit-ARM-RISC-Prozessor, welcher Skalierung und Rotation seiner vier Hintergrundebenen hardwareseitig unterstützte. Der Game Boy Advance konnte jedoch in drei seiner fünf Grafikmodi erstmals alle unterstützten Farben gleichzeitig darstellen. Wegen seiner Leistungsfähigkeit und der Ähnlichkeit der vom Super Nintendo „portierten“ Spiele, die für das Handheld neu herausgebracht wurden, wurde der Game Boy Advance auch als Super Nintendo Entertainment System im Taschenformat bezeichnet, hat jedoch mit der 16-Bit-Heimkonsole technisch nichts gemeinsam und ist ihr in einigen Punkten sogar überlegen. Grafisch für auf Spritegrafik basierende Konsolen eigentlich anspruchsvolle Spiele wie Doom erschienen für den Game Boy Advance. Mit zwei separat erhältlichen AA-Batterien wird eine Betriebsdauer von etwa 15 Stunden erreicht. Auf den Markt kam der Game Boy Advance in Japan am 21. März 2001, in Nordamerika am 11. Juni und in Europa und Australien am 22. Juni desselben Jahres. In der Volksrepublik China (außer Hongkong) erschien das Gerät wenige Jahre später, und zwar am 8. Juni 2004. Aufgrund des unerwarteten Erfolges des Spiels Pokémon und des wahrscheinlich hohen Einführungspreises der Konsole entschied man sich dafür, mit dem Game Boy Advance zuerst die Farbversion des Game Boy Pocket zu veröffentlichen.

### Game Boy Player

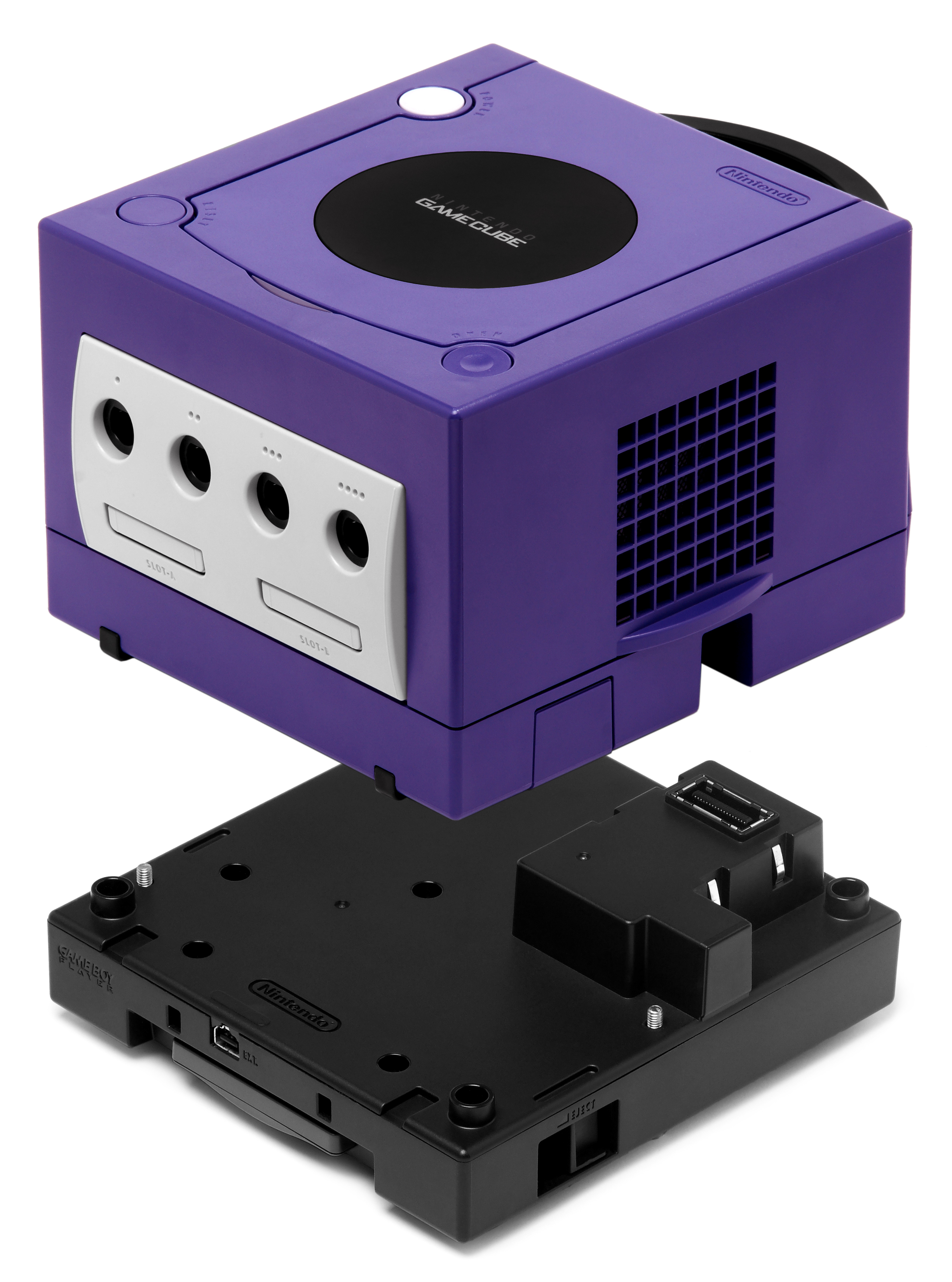
GameCube-Game-Boy-Player

Ähnlich wie der Super Game Boy ist der 2003 erschienene Game Boy Player ein vollständiger Game Boy Advance. Mit ihm ist es möglich, Game-Boy-, Game-Boy-Color- und Game-Boy-Advance-Spiele auf dem GameCube zu spielen.

### Game Boy Advance SP

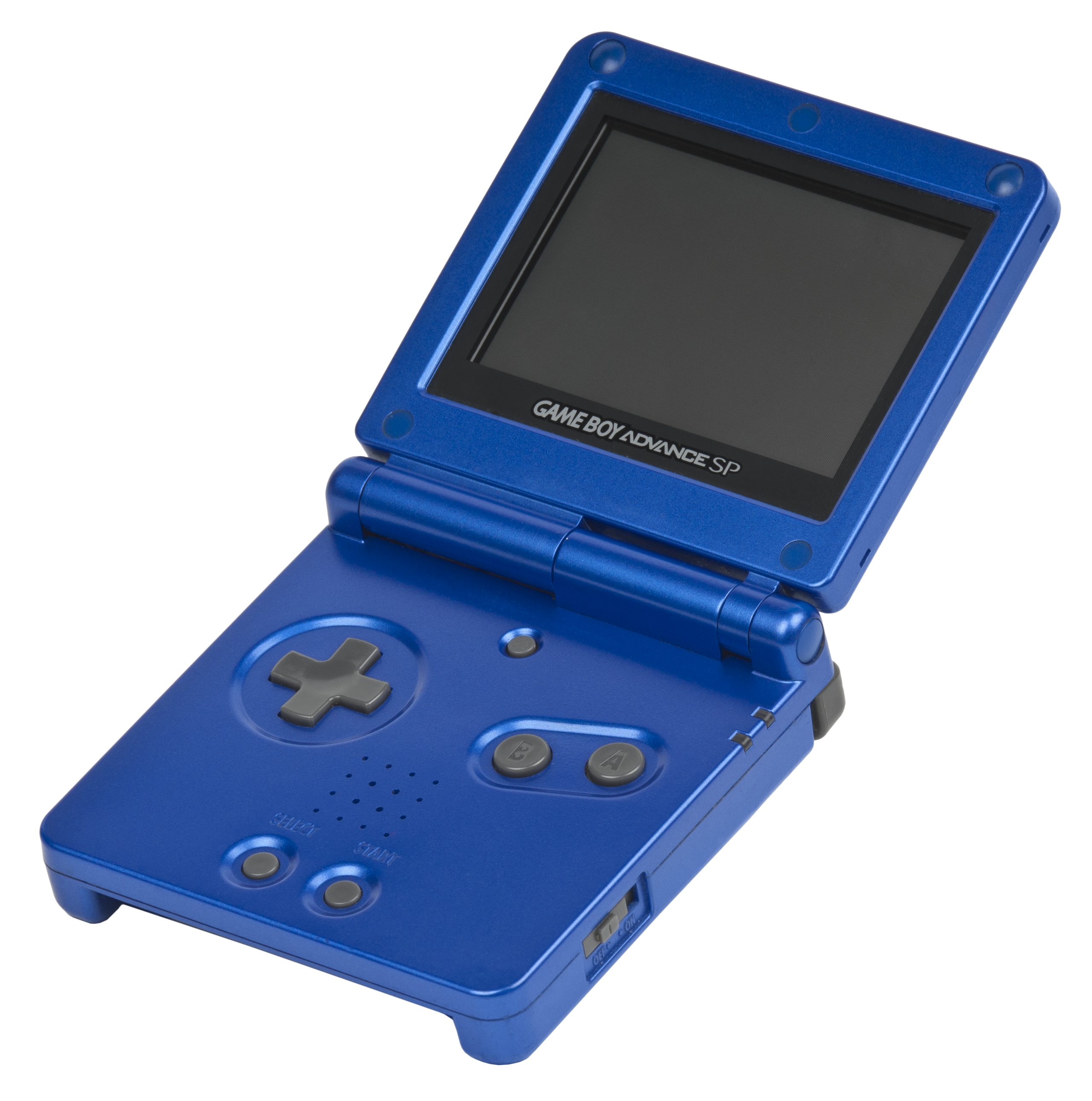
Aufgeklappter Game Boy Advance SP in Blau

Mit dem Game Boy Advance SP erfuhr der Game Boy Advance eine sogenannte Komfort-Überarbeitung. Der Game Boy Advance SP ist aufklappbar und verfügt über eine Beleuchtung, die das Spielen auch in der Dunkelheit ermöglicht. Anfangs wurde ein Frontlight (Beleuchtung von vorn) eingesetzt, später gab es in geringerer Stückzahl Geräte, die über eine Hintergrundbeleuchtung verfügten. Anders als der Game Boy Advance verfügt er über einen eingebauten Lithium-Ionen-Akku, der seither Standard in Nintendos Handheld-Konsolen ist. Damit wird ein Betrieb von etwa zehn Stunden ermöglicht. Das Design wurde später bei der Produktion des Nintendo DS übernommen und verbessert.
Trotz grundlegender Änderung der Hardware sind beide Vertreter der Game-Boy-Advance-Generation abwärtskompatibel, sodass alle Game-Boy-Spiele auf ihnen abgespielt werden können. Allerdings wird für Mehrspieler-Spiele zwischen Game-Boy- und Game-Boy-Color-Spielen das bisher bekannte Linkkabel benötigt, da das Game-Boy-Advance-Linkkabel nur mit Game-Boy-Advance-Spielen funktioniert.
Sowohl Game-Boy-Advance- als auch -SP-Modelle wurden in vielen verschiedenen Farben produziert.

### Game Boy Micro

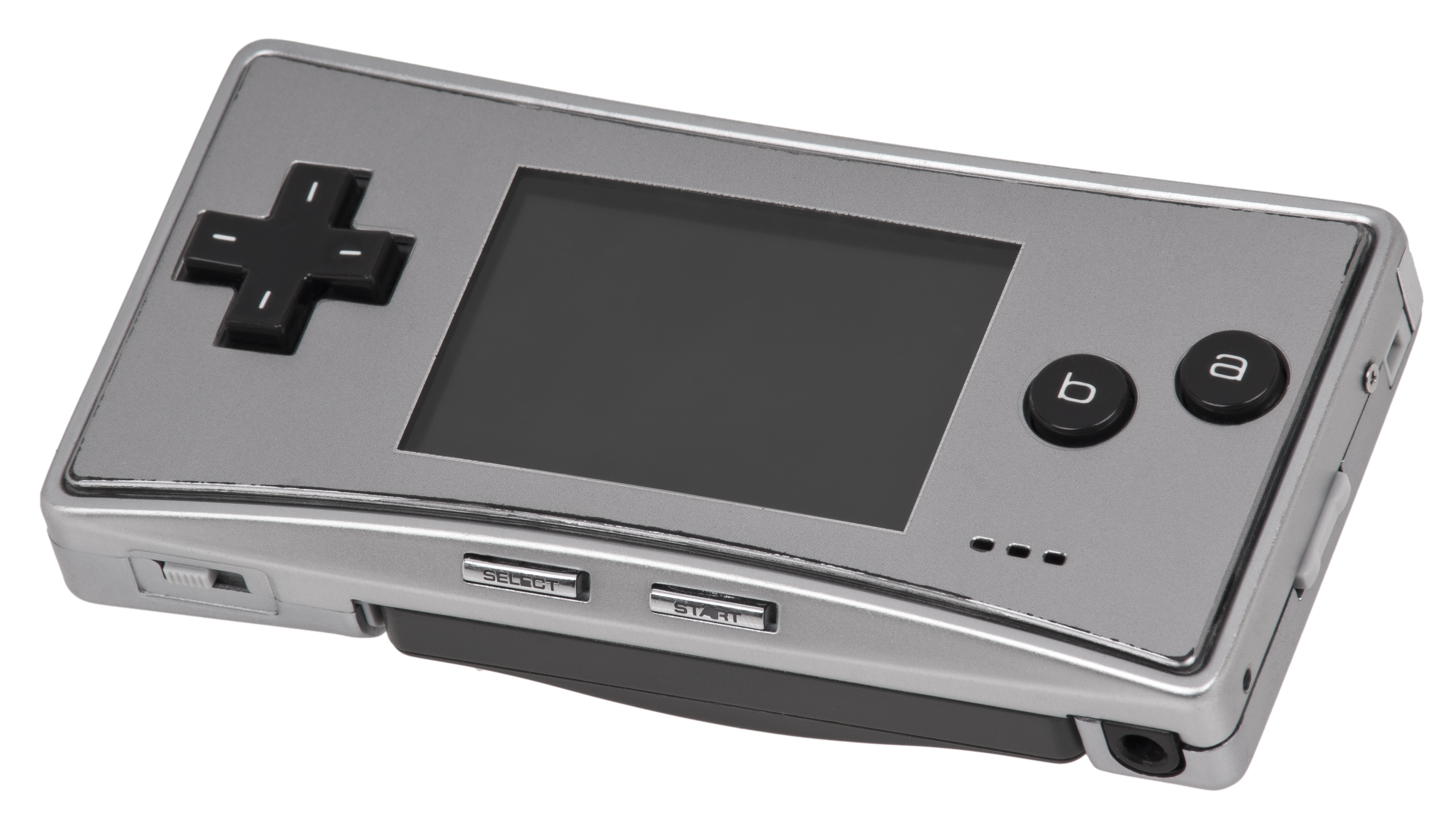
Game Boy Micro von 2005

Als neue Version des Game Boy Advance erschien dieser bisher kleinste Game Boy (Maße: 10 cm × 5 cm × 1,8 cm) im Herbst 2005.
Die verbaute Hardware ist identisch mit dem Game Boy Advance und dem Game Boy Advance SP. Der Game Boy Micro ist allerdings nur noch mit Game-Boy-Advance-Spielen kompatibel, da die Hardware zum Abspielen der Spiele des Game-Boy-Color nicht mehr verbaut werden konnten und eine Emulation der Software nicht in Frage kam. Er wurde kurz darauf aufgrund niedriger Verkaufszahlen von Nintendo eingestellt. Der Grund dafür dürfte die geringe Größe und die fehlende Abwärtskompatibilität gewesen sein, obwohl er das schärfste Display aller Game Boys aufwies. In Japan wurde der Game Boy Micro zusammen mit Nintendos Multimediaplayer PlayYan als Media Player vermarktet, was aber nicht zu dem erhofften Absatz am Markt führte. Da Aussehen und Größe gut zum modernen Standard passen, ist er heute ein begehrtes Sammlerobjekt und erzielt Preise, die in Höhe des letzten Neuverkaufspreises liegen.
Exklusiv in Japan gab es eine Handvoll Sondereditionen, z. B. die „Final Fantasy IV“-Edition und die Famicom-Edition.

## Hardware

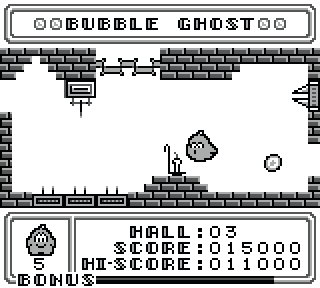
Grafikfähigkeit eines Game Boy Classic, hier das Spiel Bubble Ghost

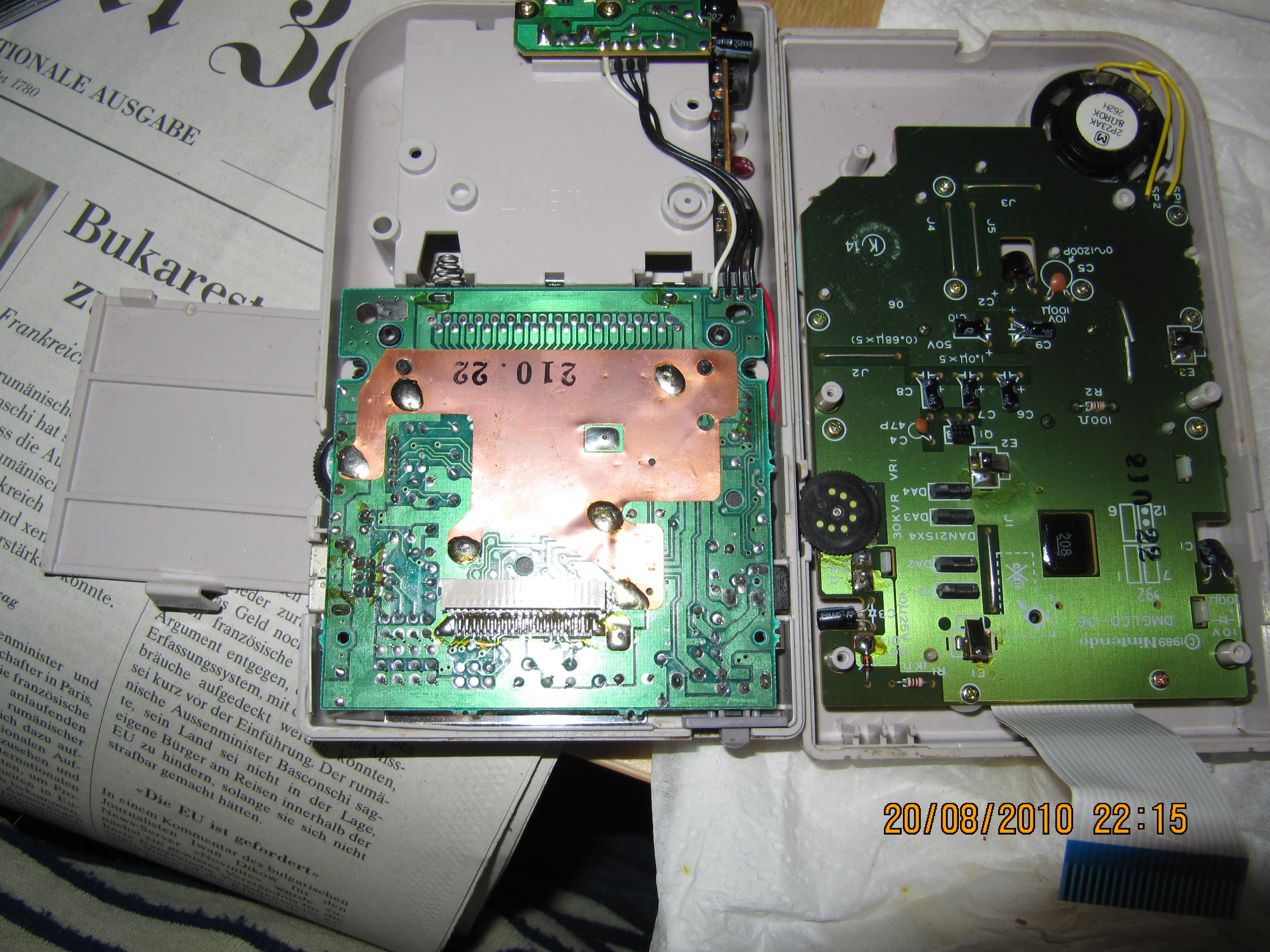
Game Boy 1989 (geöffnet)

Die technischen Details des klassischen Game Boys
Hersteller: Nintendo
Erscheinungsjahr: 1989
CPU: 8-Bit-CMOS; 4,19 MHz Taktfrequenz bzw. 2,097 MHz Zyklusfrequenz
Speicher: 8 kB RAM; 8 kB Grafikspeicher,
Sound: 4-Kanal-Stereo-Sound + 1 Input-Kanal + 1 externer Kanal
Bildschirm: LCD; Größe: 4,7 × 4,3 cm/1,9 × 1,7 Zoll (6,4 cm bzw. 2,6 Zoll Bildschirmdiagonale); Auflösung: 160 × 144 Pixel; 4 Graustufen; Bildfrequenz: ca. 59,7 Hz
Sprites: 8 × 8 Pixel oder 8 × 16 Pixel groß; Maximalanzahl 40 Stück
Stromversorgung: 4 Mignon-Batterien, Steckernetzteil 6 V⎓/120 mA (separat erhältlich)
Abmessungen (H×B×T): 148 mm × 90 mm × 32 mm
Gewicht: ca. 300 g inkl. Batterien
Herstellungsland: Japan, später Volksrepublik China
Die technischen Details des Game Boy Color
Hersteller: Nintendo
Erscheinungsjahr: 1998
CPU: 8 Bit; 4 und 8 MHz Taktfrequenz
Speicher: 32 kB RAM und 16 kB Grafikspeicher
Sound: 4-Kanal-FM-Stereo-Sound + 1 externer Kanal
Bildschirm: LCD; Größe: 4,4 × 4 cm /1,7 × 1,6 Zoll (6 cm bzw. 2,3 Zoll Bildschirmdiagonale); Auflösung: 160 × 144 Pixel; 10, 32 oder 56 Farben aus einer Palette von 32.768 Farben gleichzeitig auf dem Bildschirm darstellbar; Bildfrequenz: ca. 59,7 Hz
Stromversorgung: 2 Mignon-Batterien; möglich auch mit separatem AC-Adapter
Abmessungen (H×B×T): 133 mm × 75 mm × 27 mm
Herstellungsland: Japan, später Volksrepublik China
Verkaufte Geräte: ca. 49,3 Millionen
Anzahl verfügbarer Spiele: ca. 1200
Ein unbeleuchteter schwarz-grüner LC-Bildschirm, ein Steuerkreuz, das acht Richtungen unterstützt, und vier Steuertasten, wie beim NES mit „A“, „B“, „SELECT“ und „START“ benannt, sowie ein Mono-Lautsprecher sind die von außen sichtbaren Komponenten. Die Funktion der Steuertasten ist vom Spiel abhängig. „START“ hat in den meisten Fällen eine Pause-Funktion inne, in Menüs wird „A“ generell zum Bestätigen und „B“ zum Abbrechen genutzt.

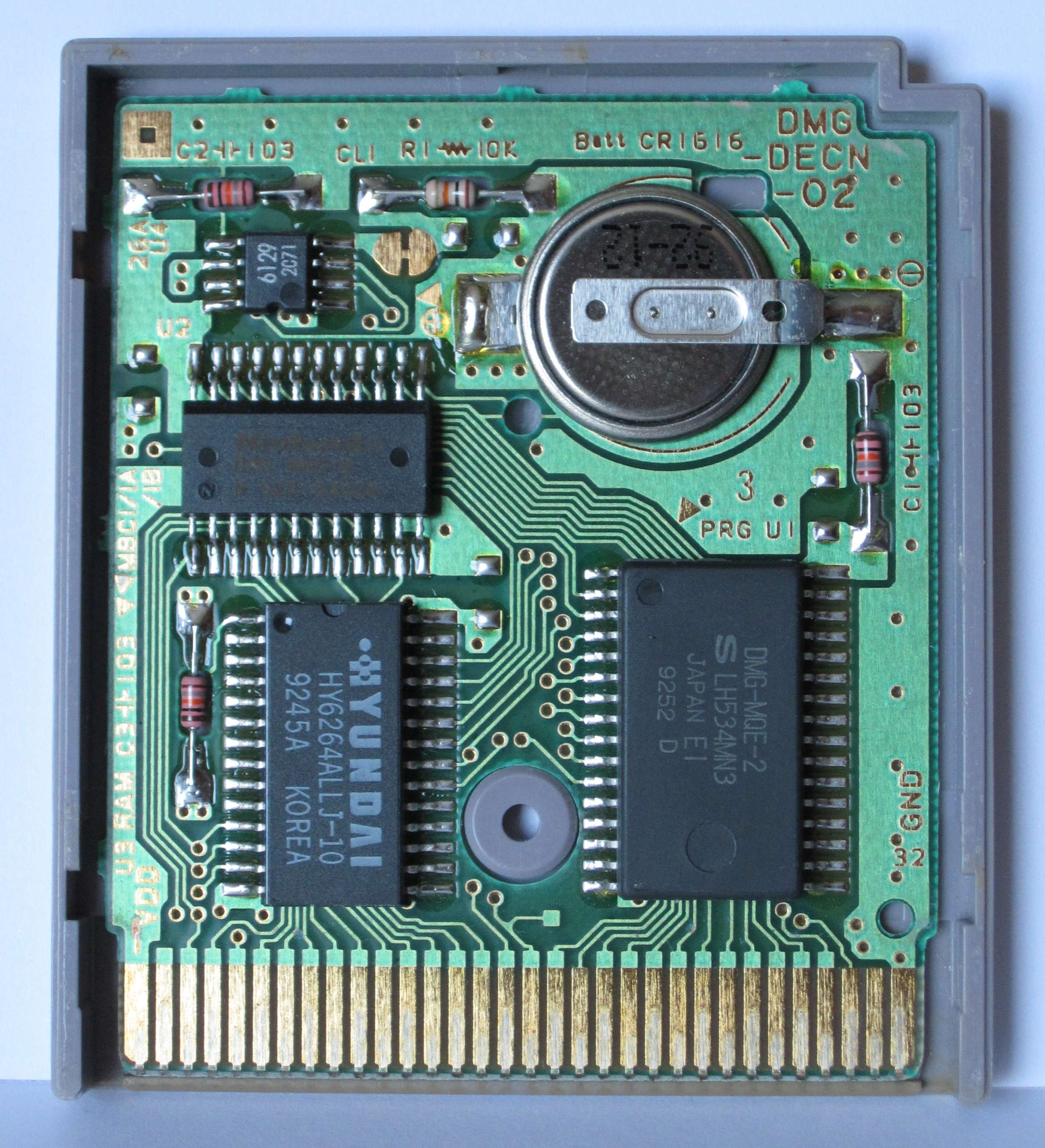
Inneres eines Game-Boy-Steckmoduls, links das SRAM, rechts das ROM

An der Unterseite befindet sich eine 3,5-mm-Kopfhörerbuchse mit Stereoausgang. Auf der rechten Seite gibt es zusätzlich einen Lautstärkeregler, auf der linken Seite einen für den Kontrast. Der Ein-Aus-Schalter befindet sich oben an der Stirnseite des Geräts direkt neben dem Steckplatz für die ROM-Steckmodule die auch Game Paks genannt werden.
Über einen seitlich angebrachten Anschluss (Game Link Dialogkabel) kann der Game Boy mit einem weiteren Game Boy verbunden werden, was Mehrspieler-Partien zu zweit erlaubt, falls das Spiel dies unterstützt. Durch einen optional erhältlichen 4-Spieler-Adapter kann man den Game Boy auch an bis zu drei weitere Game Boys anschließen. Auf der anderen Seite gibt es einen Stromanschluss, an dem ein Netzteil angeschlossen werden kann. Im Laufe der Zeit erschien zahlreiches Zubehör, wie Lupen für den Bildschirm, Lampen, eine Game Boy Camera oder ein Game Boy Printer.

### Module

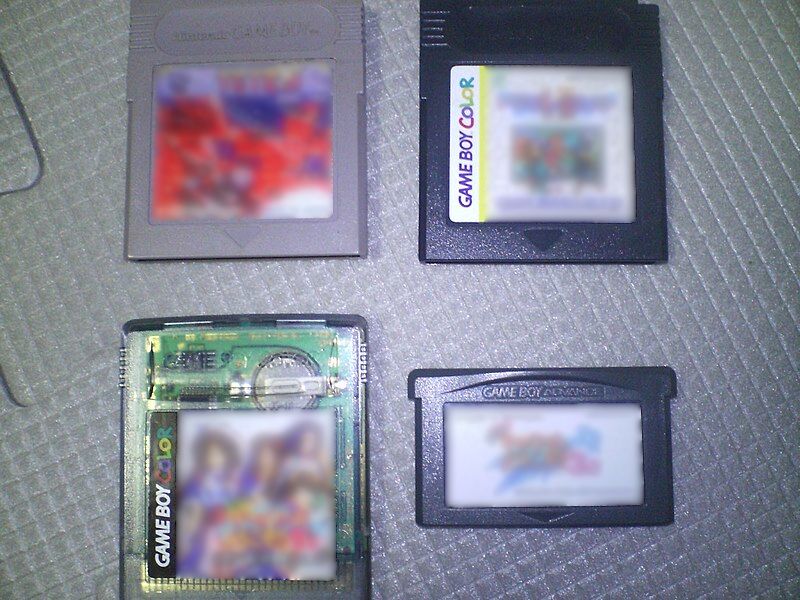
Spielmodule für den Game Boy: Game Boy ohne Farbe, Game-Boy-kompatibel mit Farbe, Game Boy Color und Game Boy Advance

Um neue Generationen der Hardware attraktiver zu machen und den Spielern das Spielen ihrer Spiele auf neuerer Hardware zu ermöglichen, war es die Strategie von Nintendo, die Game-Boy-Plattform abwärtskompatibel zu halten. Über den Formfaktor der Spielmodule sollte gewährleistet werden, dass die Module nur mit einer kompatiblen Plattform gespielt werden können.
Schwarze Module, die für den Game Boy Color vermarktet wurden, aber den grauen Standardmodulen glichen, konnten auf älteren Game-Boy-Konsolen mit einer kompatiblen (eingeschränkten) Farbpalette abgespielt werden. Bei einigen Spielen, wie bei Zelda DX, konnten dabei einige Funktionen nicht genutzt oder Level nicht betreten werden.
Durchsichtige Module, die nur für den Game Boy Color gedacht und mit der Aufschrift „Only for Game Boy Color“ versehen waren, konnten auf den älteren Game-Boy-Plattformen nicht gespielt werden, boten dafür aber auch die komplette Farbpalette. Ursprünglich sollte der Formfaktor des Moduls ein Spiel mit der originalen Game-Boy-Plattform verhindern. Allerdings hatten weder Game Boy Pocket noch der Super Game Boy den mit dem Schalter des Geräts verbundenen Haltezapfen, sodass das Modul vom Hersteller trotzdem auf die Ausgabe auf einer inkompatiblen Plattform vorbereitet werden musste: steckt man diese Module z. B. in einen Game Boy Pocket oder Super Game Boy, erscheint eine Fehlermeldung.
Die Module des klassischen Game Boys konnten durch einen eigens dafür vorgesehenen Pin eigenen Sound generieren und zur direkten Ausgabe an die Konsole weitergeben, wenn zusätzliche Chips für das Modul verwendet worden sind. Da kein Entwickler diese Möglichkeit nutzte, wurde der direkte Audiokanal des Moduls im Game Boy Color gestrichen.
Mit der Einführung des Game Boy Advance und der Veränderung (sowie der Verkleinerung) der Konsolenform wurde die Form der Module nochmals verändert. Game-Boy-Advance-Module konnten nun nicht mehr in den Schacht der ursprünglichen Game-Boy-Geräte eingeführt werden; jedoch war der Game Boy Advance durch eine zweite CPU mit allen Game-Boy-Spielen kompatibel und die Game-Boy-Module konnten in den gleichen Schacht eingeführt werden wie die Game-Boy-Advance-Module, wenn sie auch wegen der größeren Form aus der Konsole herausragen mussten.
Herstellung und Vertrieb der Module übernahm Nintendo; hierfür war vom Entwicklerstudio selbst eine Zahlung an Nintendo zu leisten, inklusive der Lizenzgebühren.

#### Spielstände und modulinterne Extras
Einige Module sind mit einer Batterie versehen, um Spielstände zu speichern oder eine innere Uhr zu betreiben. So lange Nintendo Spielmodule für den Game Boy herstellte, konnte man Spielmodule mit entladener Batterie einsenden, um sie vom Hersteller kostenlos austauschen zu lassen. Der Herstellungspreis für das Modul wurde jedoch durch solche zusätzliche Hardware-Ausstattung in die Höhe getrieben, sodass viele Spiele statt auf batteriegestützte Spielstände auf ein Passwort-System für Spielstände zurückgriffen: um den Spielstand wiederzuerlangen, musste der Spieler das vom Spiel generierte Passwort eingeben. Dabei handelte es sich entweder um ein einfaches Losungssystem, um ein Level freizuschalten, oder um ein Chiffrierverfahren, in dem Informationen des Spielstands, wie erarbeitete Lebenspunkte, Munitionsvorräte oder einige Items, in ein Alphabet übertragen werden. Da das Passwort nicht zu lang werden sollte, war auch der „Speicherplatz“ begrenzt. In Zelda: Oracle of Ages und Zelda: Oracle of Seasons wurde erstmals die Möglichkeit genutzt, einen Spielstand als Code statt über Link-Kabel aus einem Spiel in das andere zu übertragen.

#### Kopierschutz
Um das Abspielen nicht von Nintendo lizenzierter Software zu verhindern, besaß der Game Boy einen CPU-internen Bootloader als Schutz. Beim Start eines lizenzierten Spiels wird das Nintendo-Logo eingeblendet. Sobald das Logo die Bildschirmmitte erreicht hat, vergleicht der CPU-interne Bootloader das Logo auf dem Spielmodul mit dem intern abgespeicherten Nintendo-Logo. Da der Schutz auf dem Einsatz des markengeschützten Nintendo-Logos beruht, hätte dessen Verwendung für ein nicht-lizenziertes Produkt dem Konsolenhersteller die Möglichkeit gegeben, den entsprechenden Anbieter wegen des nicht genehmigten Gebrauchs des Logos zu verklagen. Dem britischen Entwickler Argonaut Software gelang es, den Logo-Schutz auszuhebeln, da der Bootloader das Logo vor dem Vergleich erneut vom Spielmodul gelesen hat. Argonaut und Nintendo gingen eine Geschäftsbeziehung ein, die zur Entwicklung des 3D-Zusatzchips Super FX für das Super Nintendo Entertainment System führte.

#### Software und andere Einsatzzwecke
Grundsätzlich ist der Game Boy für Spiele konzipiert, aber es ist auch möglich, mit speziellen Programmen wie Carillon, LSDj, Music Box, Nanoloop, Pocket Music etc. (Chiptune-)Musik zu komponieren. Einige Musiker verwenden den Game Boy auf ihren Konzerten.
In Japan brachte Nintendo mit dem PlayYan ein Modul für den Game Boy Advance auf den Markt, mit welchem Dateien im MP3-, MPEG-4- und DivX-Format dargestellt und abgespielt werden können. Eigene Musik lässt sich mit ihm jedoch nicht komponieren. Der PlayYan wurde, ohne die Videofunktion, auch außerhalb Japans als Game Boy MP3 Player verkauft.
Außerdem kann der Game Boy auch für einfache Mess- und Steueraufgaben benutzt werden. Hierzu müssen besondere Steckmodule gebaut und eigene Programme geschrieben werden. Es werden auch einige Spezialmodule u. a. fürs Autotuning, zum Blutzuckermessen oder zum Steuern von Nähmaschinen kommerziell vertrieben.

## Emulation
Für die Emulation des Game Boy auf PCs, mobilen Endgeräten und anderen Spielkonsolen wurden Programme wie beispielsweise VisualBoyAdvance entwickelt. Der legale Einsatzzweck dieser Programme ist das Ausführen von Homebrew-Spielen, die von ihren Entwicklern teils kostenlos und teils kostenpflichtig auf Plattformen wie itch.io zum Download angeboten werden. Zudem bieten sie oft Funktionen zur Fehlersuche für Homebrew-Entwickler. Die Emulatoren werden jedoch auch dafür genutzt, ROM-Abbilder von urheberrechtlich geschützten Spielen, die über Websites und Tauschbörsen illegal verbreitet werden, auszuführen.

## Nach der Game-Boy-Serie
Der Nintendo DS (Dual Screen oder Developer System) wurde ursprünglich parallel zum Game Boy Advance vermarktet, aber fortan von den Entwicklern dem Game Boy Advance vorgezogen. Der DS verfügt als Neuerungen über einen Touchscreen, ein eingebautes Mikrofon und einen WLAN-Adapter z. B. für Online-Mehrspielerpartien. Diese Plattform ist nur zu Game-Boy-Advance-Spielen, nicht aber zu Game-Boy-Color-Spielen, abwärtskompatibel. Nach Angaben von Nintendo ist der Nintendo DS allerdings nicht das Nachfolgemodell des Game Boy Advance, sondern vielmehr ein neuer Spiele-Handheld. Er gehört somit nicht zur Game-Boy-Reihe.

### Nachleben des Game Boys
Der Game Boy gehört zu den ikonischen Sinnbildern der Popkultur der 90er Jahre. Daher ist er im Trend des Retrogaming und Retrocomputing, aber auch bei Bastlern und Künstlern nach wie vor beliebt. Die Herstellung kompatibler Module ist durch die weitestgehend offen gelegte Verschaltung und Hardware auch für Heimanwender und Bastler möglich; auf die Herstellung von, auch mit Chips und anderen Elementen bereits bestückten, PCB Boards und Cases sind mittlerweile mehrere Firmen spezialisiert. Auch Module, die als Adapter für modernere Medien wie SD-Karten fungieren, werden mit Ladeprogrammen vertrieben, sodass der Einsatz von eigener Software und eigenen Spielen auf Originalhardware möglich ist. Auch lange nach der Einstellung der Game-Boy-Serie durch Nintendo erscheinen deshalb immer noch Game-Boy-Spiele von unabhängigen Spieleentwicklern im Internet.
Mittlerweile werden auch von Drittherstellern Game-Boy-kompatible Handheld-Konsolen als System on a chip-Design mit FPGA-Chips und moderner Hardwareausstattung wie beleuchteten Displays, integriertem Speicher und Batterien oder zusätzlichen Schnittstellen wie USB in limitierter Stückzahl vertrieben. Diese Konsolen sind durch originäres, aber eben kompatibles Hardware-Design vollständig legal. Ein Beispiel dafür ist der Analogue Pocket, der seit 2019 vom Retro-Konsolen-Hersteller Analogue gebaut und vertrieben wird.
Für die Nintendo Switch veröffentlichte Nintendo, mehr als 30 Jahre nach Erscheinen des Game Boys, den Emulator „Game Boy – Nintendo Switch Online“ (zum Release der Switch 2 in „Game Boy – Nintendo Classics“ unbenannt) mit zunächst 16 Original-Spielen, die im Rahmen der kostenpflichtigen Nintendo-Switch-Online-Mitgliedschaft heruntergeladen und gespielt werden können.